# Gonzalo Castañeda Bazavilvazo
Gonzalo Castañeda Bazavilvazo es un político mexicano, miembro del Partido de la Revolución Democrática. Fue dirigente nacional de los productores de copra. En 1988 colaboró en la primera campaña presidencial de Cuauhtémoc Cárdenas Solórzano y en 1994 en la de Luis Donaldo Colosio, a petición suya. Fue candidato por el Partido de la Revolución Democrática a la gubernatura del estado de Colima durante las elecciones de 1997 en las que fue derrotado por el candidato del Partido Revolucionario Institucional, Fernando Moreno Peña. Durante las elecciones a gobernador obtuvo el tercer puesto, sólo debajo de Moreno Peña y de Enrique Michel Ruiz. Fue candidato a diputado del Partido del Trabajo a mayoría relativa por el distrito 2 del estado de Colima. Fue presidente de la Unión Cívica del Estado de Colima y escritor del periódico Ecos de la Costa. Actualmente forma parte del Consejo Directivo de Tenaces y presidente de la Unión Cívica Colimense, siendo impulsor de los movimientos El Barzón en la entidad y el Consejo Limonero del Estado de Colima. 
- Datos: Q5882885